# 驅魔麵館2：全面回擊
《驅魔麵館2：全面回擊》（：／），為韓國tvN於2023年7月29日起播出的土日電視劇，改編自張李創作的網路漫畫《驚奇的傳聞》，由《吸血鬼檢察官2》、《驅魔麵館》的劉先東導演執導，《驅魔麵館》的金新春編劇執筆。
線上由Netflix於7月29日起每週六、日獨家公開。

## 演員陣容

### 姐姐的麵館／Counter
| 演員   | 角色   | 介紹 |
| 趙炳圭 | 蘇炆   | 20歲，父母遭惡鬼殺害雙亡，與祖父母相依為命。 Counter能力：可使出強大念力，能读取记忆，並能召喚出領域，使處在領域內的Counter擁有更強的能力，對抗惡鬼更加佔據優勢。平均能力都高於其他成員非常多。                                            |
| 金世正 | 都哈娜 | 幼時自己與父母妹曾遭人下毒，只有自己倖存。平時為麵店「姐姐的麵館」的服務生。 Counter能力：擁有敏銳的反應、聽覺，能讀取及刪除記憶，亦能感覺到領域，推測千里之外的惡鬼所在位置，且能準確分辨惡鬼的階級。                                     |
| 劉俊相 | 賈模度 | 曾為刑警，七年前調查案件時被刺殺後墜樓，與融交易成為Counter並取回性命。現又回警局工作，為抓惡鬼提供更方便的掩護。 Counter能力：隊伍中力氣最大者，曾一拳打倒過惡鬼。                                                                        |
| 廉惠蘭 | 秋梅玉 | Counter隊伍中的隊長，很有母愛，關心著隊伍內每個人的狀態。在兒子意外溺斃後因病痛而瀕亡，與融交易成為Counter，經營著麵店「姐姐的麵館」。 Counter能力：隊伍中唯一能使用治療能力者，能治癒所有受傷的相關人士。                                 |
| 安奭奐 | 崔將岉 | Counter的金主兼事故處理班的班長，為大韓民國50強企業—將岉物流的大老闆。成為Counter後由於年紀的緣故申請退休，之後便只負責Counter們的花費，不參與獵鬼。喜歡秋女士。由於很少有Counter能做到退休，於是破例讓已經退休的崔將岉保留Counter的能力。 |
| 劉仁秀 | 羅蹟逢 | 本季新進Counter，個性憨厚笨拙，從小和老父親在農村長大，工作是飼養奶牛。與都哈娜同齡。 Counter能力：擁有靈敏的嗅覺，能聞出惡鬼的氣味，而且惡鬼的級別越高感受到的氣味會越噁心，但鼻子偶爾會失靈。                                            |

### 主要惡鬼
| 演員   | 角色   | 介紹 |
| 姜其永 | 黃必曠 | 能夠吸收驅魔人能力的惡之獵食者。因殺害中國驅魔人，而獲得強大念力的三級惡鬼。后被馬主席反殺時附身馬主席並除去馬的原有意識，成为完全体恶鬼。                                                           |
| 金赫拉 | 崔加利 | 利用抓、刺、砍等手段致死他人的純粹惡者，只聽信於愛人必曠，是個患有憤怒調節障礙、專攻速度的三級惡鬼。在殺害中國驅魔人後，獲得讀取、刪除記憶的能力。                                                   |
| 陳善圭 | 馬主席 | 本為熱血消防員，小市民英雄，遊走在善惡兩界之間；黃必曠利用其要報復喪妻之痛的仇恨聲東擊西對付蘇炆等人，後在反殺黃的肉身之時，蠶食馬體內的惡鬼並取代原有意識，最後成為四級完全體惡鬼；為本季最終反派。 |

### 馬主席家
| 演員   | 角色   | 介紹                                                                     |
| 洪智熙 | 李旼祉 | 馬主席的妻子，因懷孕而喜悅的同時亦因被騙去丈夫全部財產而十分內疚。       |
| 成炳淑 | 申正愛 | 主席、旼祉出身的育幼院的院長。退休後，和主席、旼祉同住，成為真正的家人。 |

### 融人
| 演員   | 角色   | 介紹               |
| 文淑   | 維根   | 蘇炆的搭檔。       |
| 李贊炯 | 權秀虎 | 梅玉的兒子兼搭檔。 |
| 金素拉 | 金綺蘭 | 模度的搭檔。       |
| 권덕인 | 禹植   | 哈娜的搭檔。       |
| 崔光濟 | 慫局   | 蹟逢的搭檔。       |

### 其他人物
| 演員      | 角色   | 介紹                                             |
| 徐碧浚    | 朴導輝 | 哈娜的初戀，鋼琴學院教師。                       |
| 李京民    | 姜瀚蔚 | 現為模度的刑警搭檔，模度已逝之戀人正英的繼任者。 |
| David Lee | 爸爸   | 中國驅魔人，擁有重厚能力，資深老手、仁慈印象。   |
| 陳宛詩    | 蘇女士 | 中國驅魔人，擁有治癒能力。                       |
| 韓志碩    |        | 中國驅魔人，黃必曠殺的第一個驅魔人。             |
| 朴泰山    | 陳宰   | 中國驅魔人，擁有讀取記憶。                       |
| 尹柱相    | 河碩久 | 蘇炆的外公，照料著患有阿茲海默症的妻子。         |
| 李周實    | 張春玉 | 蘇炆的外婆，女兒逝世後，患上阿茲海默症。         |
| 金恩秀    | 金雄民 | 蘇炆的摯友，與蘇炆、珠妍3人自幼便共同成長。      |
| 李智元    | 林珠妍 | 蘇炆的摯友，是像家人般的朋友。                   |
| 金智勳    | 俊熙   | 和母親共同活在遭受賭博成癮父親家暴的環境。       |

### 白頭企劃建設
| 演員   | 角色       | 介紹 |
| 朴正福 | 朴成旭專家 | 依照必曠的指示，領導白頭企劃建設詐欺事件，是詐騙集團的核心成員。作為會計，內心不如外表單純，因覬覦必曠的財產而深陷死亡危機。 |
| 鄭澤玄 | 林在悅     | 梅玉成為驅魔人時，第一個拯救的高中生。雖然惡鬼消失了，但卻為了生存，而成為詐騙集團「紅玫瑰派」的一員。                       |
| 金賢俊 | 李忠宰     | 白頭規劃建設首席執行官；本打算將逾千億的賄款吞掉，但最後轉做污點證人前被黃老師除掉。                                         |

### 特別出演
| 演員              | 角色   | 介紹                                                                                                   | 出場集數             |
| 許棟元            |        | 幼稚園司機，受惡鬼影響而想帶全車小朋友共赴黃泉                                                         | 1                    |
| 崔素律            |        | 對惡鬼幼稚園司機手背貼貼紙，再被惡鬼抓走                                                               | 1                    |
| 李洪耐            | 池清臣 | 僅在蘇炆昏迷期間的惡夢中出現。請參見上一季資料                                                         | 9                    |
| 金賢旭            | 王立強 | 有著令人毛骨悚然的笑聲，是個純粹的瘋子；在殺害中國驅魔人後，獲得治癒能力                               | 1-4、7               |
| 鄭由美            |        | 在馬主席尋死時，乘虛而入其腦內的完全體惡魔；接觸過「領地」後發現自己能夠吸收能量加以完全控制宿主的動作 | 3-12（包括聲音演出） |
| 安吉麗娜·丹妮洛娃 | Jade   | 維根的女兒，於德國開設咖啡店                                                                           | 12                   |

## 原聲帶
- Part.1（發行日期：2023年8月6日）

| 曲序 | 曲目                  | 演唱    | 时长 |
| ---- | --------------------- | ------- | ---- |
| 1.   | Ready Set Go          | CRAVITY | 3:07 |
| 2.   | Ready Set Go（Inst.） |         | 3:08 |

- Part.2（發行日期：2023年8月13日）

| 曲序 | 曲目                | 演唱   | 时长 |
| ---- | ------------------- | ------ | ---- |
| 1.   | Once Again          | 金世正 | 3:50 |
| 2.   | Once Again（Inst.） |        | 3:50 |

- Part.3（發行日期：2023年8月27日）

| 曲序 | 曲目           | 演唱  | 时长 |
| ---- | -------------- | ----- | ---- |
| 1.   | Watch          | 8TURN | 3:48 |
| 2.   | Watch（Inst.） |       | 3:48 |

## 收視率
《驅魔麵館2：全面回擊》於2023年7月29日在有線電視tvN開播，首集在韓國錄得3.9%的收視率，高於第1季的開播收視2.7%，但低於前一檔《今生也請多指教》的首集收視（4.3%）與最終回收視（4.5%）。與週六播映的戲劇相比，僅高於地上波的MBC金土劇《Numbers：大廈之林的監視者們》（2.4%），低於地上波的KBS 2TV週末劇《真的出現了！》（20.6%）、SBS金土劇《惡鬼》（11.2%），以及綜合編成頻道JTBC的土日劇《歡迎來到王之國》（9.4%）、TV朝鮮週末劇《榴蓮小姐》（5.5%）。第2集創下本季收視高點（5.4%），但仍低於週日播映的《真的出現了！》、《歡迎來到王之國》、《榴蓮小姐》。
《惡鬼》、《Numbers：大廈之林的監視者們》、《歡迎來到王之國》分別由《災後調查日誌2》、《戀人》、《摸心第六感》接檔。本劇收視原本高於《戀人》，但表現疲乏，從8月12日播出的第5集起，被《戀人》超越，成為同期收視最低的週末劇。9月2日播映的第11集下滑至本季最低收視3.7%，但隔日播出的最終回創下本季最高收視6.1%，每分鐘收視最高達7.0%，廣告商目標受眾20至49歲收視則達4.3%，位居同時段冠軍，但收視成績仍遠低於第1季最終回收視（11.0%）。
| 季數 | 季數 | 每季集數 | 每季集數 | 每季集數 | 每季集數 | 每季集數 | 每季集數 | 每季集數 | 每季集數 | 每季集數 | 每季集數 | 每季集數 | 每季集數 | 每季集數 | 每季集數 | 每季集數 | 每季集數 |
| 季數 | 季數 | 1        | 2        | 3        | 4        | 5        | 6        | 7        | 8        | 9        | 10       | 11       | 12       | 13       | 14       | 15       | 16       |
| ---- | ---- | -------- | -------- | -------- | -------- | -------- | -------- | -------- | -------- | -------- | -------- | -------- | -------- | -------- | -------- | -------- | -------- |
|      | 1    | 0.737    | 1.208    | 1.446    | 1.857    | 1.786    | 2.352    | 2.343    | 2.666    | 2.701    | 2.793    | 2.816    | 3.216    | 2.974    | 2.981    | 2.925    | 3.257    |
|      | 2    | 1.379    | 1.610    | 1.411    | 1.585    | 1.328    | 1.450    | 1.165    | 1.482    | 1.240    | 1.572    | 1.178    | 1.831    | –        | –        | –        | –        |

| 總集數 | 集數 | 播出日期      | 尼爾森全國收視率 | 尼爾森全國收視率 | 尼爾森首都圈收視率 | 尼爾森首都圈收視率 | TNMS全國收視率 （週間） | AGB全國收視率 |
| 總集數 | 集數 | 播出日期      | 家庭戶比例       | 人數（百萬）     | 家庭戶比例         | 人數（百萬）       | TNMS全國收視率 （週間） | AGB全國收視率 |
| ------ | ---- | ------------- | ---------------- | ---------------- | ------------------ | ------------------ | ----------------------- | ------------- |
| 17     | 1    | 2023年7月29日 | 3.949%           | 1.379            | 3.948%             | 0.725              | 4%                      | 5.3%          |
| 18     | 2    | 2023年7月30日 | 5.446%           | 1.610            | 5.529%             | 0.795              | 4%                      | 5.4%          |
| 19     | 3    | 2023年8月5日  | 4.752%           | 1.411            | 5.259%             | 0.676              | 4.52%                   | 4.8%          |
| 20     | 4    | 2023年8月6日  | 4.790%           | 1.585            | 4.961%             | 0.771              | 4.52%                   | 4.8%          |
| 21     | 5    | 2023年8月12日 | 4.135%           | 1.328            | 3.916%             | 0.577              | 4.12%                   | 4.1%          |
| 22     | 6    | 2023年8月13日 | 4.339%           | 1.450            | 4.530%             | 0.696              | 4.12%                   | 4.3%          |
| 23     | 7    | 2023年8月19日 | 3.841%           | 1.165            | 3.883%             | 0.550              | 4.38%                   | 3.8%          |
| 24     | 8    | 2023年8月20日 | 4.417%           | 1.482            | 4.363%             | 0.688              | 4.38%                   | 4.4%          |
| 25     | 9    | 2023年8月26日 | 3.929%           | 1.240            | 3.878%             | 0.604              | 4.27%                   | 3.9%          |
| 26     | 10   | 2023年8月27日 | 4.901%           | 1.572            | 4.772%             | 0.718              | 4.27%                   | 4.9%          |
| 27     | 11   | 2023年9月2日  | 3.749%           | 1.178            | 3.735%             | 0.595              | 5.07%                   | 3.7%          |
| 28     | 12   | 2023年9月3日  | 6.065%           | 1.831            | 6.440%             | 0.899              | 5.07%                   | 6.1%          |
| 平均   | 平均 |               |                  |                  |                    |                    |                         | 4.64%         |

## 外部連結
- 韓國tvN官方網站
- 在Netflix上觀看《驅魔麵館2：全面回擊》
- Daum上《驅魔麵館2：全面回擊》的資料

| tvN 土日電視劇                                 | tvN 土日電視劇                                             | tvN 土日電視劇 |
| ---------------------------------------------- | ---------------------------------------------------------- | -------------- |
|                                                | 驅魔麵館2：全面回擊 （2023年7月29日－2023年9月3日）        |                |
| 今生也請多指教 （2023年6月17日—2023年7月23日） | 阿斯達年代記：阿拉姆恩之劍 （2023年9月9日—2023年10月22日） |                |